# Ministerio del Deporte (Colombia)
El Ministerio del Deporte de la República de Colombia (Mindeporte), anteriormente Coldeportes, es la entidad gubernamental del Poder Ejecutivo encargada de formular, coordinar y ejecutar políticas, programas y proyectos en materia del deporte, la recreación y actividad física.  
Tiene su sede principal en la Avenida 68 n.º 55-65, en Bogotá.

## Funciones
Algunas de las principales funciones del Ministerio del Deporte son:
1.Formular, coordinar la ejecución y evaluar las políticas, planes, programas y proyectos en materia del deporte, la recreación, la actividad física, y el aprovechamiento del tiempo libre.
2. Dirigir y orientar la formulación, adopción y evaluación de las políticas, planes, programas y proyectos del Sector Administrativo del Deporte, Recreación, Actividad Física, y Aprovechamiento del Tiempo Libre.
3. Formular, adoptar, coordinar la ejecución y evaluar estrategias de la promoción, el fomento, el desarrollo y la orientación del deporte, la recreación, la actividad física, y el aprovechamiento del tiempo libre.
4. Elaborar, de conformidad con la Ley Orgánica respectiva y con base en los planes municipales y departamentales, el plan sectorial para ser incluido en el Plan Nacional de Desarrollo, que garantice el fomento y la práctica del deporte, la recreación, el aprovechamiento del tiempo libre, y la educación física en concordancia con el Plan Nacional de Educación, regulado por la Ley 115 de 1994.
5. Dirigir, organizar. coordinar y evaluar el Sistema Nacional del Deporte para el cumplimiento de sus objetivos, y orientar el deporte colombiano, el Comité Olímpico Colombiano, el Comité Paralímpico Colombiano, las Federaciones Deportivas, los Institutos Departamentales y Municipales, entre otros, en el marco de sus competencias.

## Misión
Liderar, formular, dirigir y evaluar la política pública del Deporte, la Recreación y la Actividad Física y ejercer la Inspección Vigilancia y Control del Sistema Nacional del Deporte, con criterio de inclusión y equidad social contribuyendo con la convivencia, la paz y prosperidad de los colombianos.

## Visión
Posicionar a Colombia como potencia deportiva mundial y ser la líder en el desarrollo de entornos de convivencia y paz, mediante la formulación e implementación de política en deporte, recreación y actividad física, con criterios de inclusión.

## Estructura
El Ministerio del Deporte está conformado por el Despacho del Ministro, las oficinas asesoras, la Secretaría General y el Viceministerio del Deporte.
- Despacho del Ministro del Deporte
  - Oficina Asesora de Planeación
    - Grupo de Seguimiento
    - Grupo de Gestión del Conocimiento e Innovación

  - Oficina Asesora Jurídica
  - Oficina de Control Interno
  - Oficina Asesora de Control Interno Disciplinario
  - Secretaría General
    - Grupo de Contratación
    - Grupo de Tecnologías de la Información y las Comunicaciones
    - Grupo de Gestión Administrativa
    - Grupo de Gestión Presupuestal
    - Grupo de Talento Humano
    - Grupo de Gestión Contable
    - Grupo de Tesorería
    - Grupo de Servicio Integral al Ciudadano
- Despacho del Viceministro del Deporte
  - Dirección de Posicionamiento y Liderazgo Deportivo
    - Centro de Alto Rendimiento - CAR
    - Grupo de Juegos y Eventos Deportivos
    - Grupo de Rendimiento Convencional
    - Grupo de Rendimiento Paralímpico
    - Centro de Ciencias del Deporte - CCD
    - Grupo de Talento y Reserva Deportiva
    - Grupo de Desarrollo Psicosocial

  - Dirección de Inspección, Vigilancia y Control
    - Grupo de Deporte Profesional
    - Grupo de Deporte Aficionado
    - Grupo de Actuaciones Administrativas

  - Dirección de Fomento y Desarrollo
    - Grupo de Deporte Escolar
    - Grupo de Recreación
    - Grupo de Deporte Social Comunitario
    - Grupo de Actividad Física

  - Dirección de Recursos y Herramientas del Sistema Nacional del Deporte[5]
    - Grupo de Infraestructura
    - Laboratorio Control Dopaje

### Directivos del Ministerio del Deporte
Con corte a abril del 2025, son funcionarios directivos del Ministerio del Deporte:
| Cargo / Dependencia                        | Nombre del Directivo            |
| ------------------------------------------ | ------------------------------- |
| Ministra del Deporte                       | Patricia Duque Cruz             |
| Viceministro del Deporte                   | Manuel Emilio Palacios Blandón  |
| Secretario General                         | Miguel de la Hoz (E)            |
| Dirección Posicionamiento                  | Luis Carlos Buitrago (E)        |
| Dirección Fomento y Desarrollo             | Carlos Aníbal Peralta Carrillo  |
| Dirección Recursos SND                     | Esther Mendoza Peinado          |
| Dirección Inspección, Vigilancia y Control | Gladys Alicia Alfonso (E)       |
| Oficina Control Interno                    | Óscar Alfredo Martínez          |
| Oficina Jurídica                           | Miguel Antonio de la Hoz García |
| Oficina Asesora Planeación                 | Kelly Mariño Estupiñán (E)      |
| Oficina Control Interno Disciplinario      | Claudia María Martín            |

## Listado de ministros
La siguiente es la lista de personas que han ocupado la cartera desde su creación en 2019:
| N.° | Nombre                          | Fotografía | Inicio                   | Final                 | Partido                    | Presidente           | Ref.   |
| --- | ------------------------------- | ---------- | ------------------------ | --------------------- | -------------------------- | -------------------- | ------ |
| 1.° | Ernesto Lucena Barrero          |            | 16 de septiembre de 2019 | 14 de julio de 2021   | Partido Centro Democrático | Iván Duque Márquez   | [ 7 ]  |
| 2.° | Guillermo Herrera Castaño       |            | 14 de julio de 2021      | 7 de agosto de 2022   | Partido Cambio Radical     | Iván Duque Márquez   | [ 8 ]  |
| 3.° | María Isabel Urrutia Ocoró      |            | 7 de agosto de 2022      | 27 de febrero de 2023 | Independiente              | Gustavo Petro Urrego | [ 9 ]  |
| 4.° | Astrid Bibiana Rodríguez Cortés |            | 7 de marzo de 2023       | 15 de febrero de 2024 | Independiente              | Gustavo Petro Urrego | [ 10 ] |
| 5.° | Luz Cristina López Trejos       |            | 5 de marzo de 2024       | 13 de febrero de 2025 | Independiente              | Gustavo Petro Urrego | [ 11 ] |
| 6.° | Patricia Duque Cruz             |            | 25 de febrero de 2025    | En el cargo           | Partido Conservador        | Gustavo Petro Urrego | [ 12 ] |

## Eventos deportivos organizados
Las siguientes son las competiciones organizadas por el Ministerio del Deporte.
|                   | Evento                                      | Última edición             | Próxima edición       |
| ----------------- | ------------------------------------------- | -------------------------- | --------------------- |
| Ciclo olímpico    |                                             |                            |                       |
|                   | Juegos Deportivos Nacionales                | Eje Cafetero 2023          | Córdoba y Sucre 2027  |
|                   | Juegos Deportivos Nacionales de Mar y Playa | Golfo de Morrosquillo 2021 | Descontinuado         |
| Ciclo paralímpico |                                             |                            |                       |
|                   | Juegos Deportivos Paranacionales            | Eje Cafetero 2023          | Córdoba y Sucre 2027  |
| Deporte Juvenil   |                                             |                            |                       |
|                   | Juegos Nacionales Juveniles                 | Eje Cafetero 2024          | Córdoba y Sucre 2028  |
|                   | Juegos Paranacionales Juveniles             | Eje Cafetero 2024          | Córdoba y Sucre 2028  |
| Deporte escolar   |                                             |                            |                       |
|                   | Juegos Intercolegiados Nacionales           | Bogotá 2024                | Sede por definir 2025 |